# Sally (film, 2025)
Pour les articles homonymes, voir Sally.
Pour plus de détails, voir Fiche technique et Distribution.
Sally est un film documentaire américain produit, écrit et réalisé par Cristina Costantini et sorti en 2025.  
Le film explore la vie et la carrière de l'astrophysicienne et astronaute américaine Sally Ride, ainsi que sa relation avec l'auteure scientifique pour enfants et ancienne joueuse de tennis professionnelle américaine Tam O'Shaughnessy.
Il est présenté en première mondiale au Festival du film de Sundance le 28 janvier 2025. Il est ensuite diffusé le 16 juin 2025 sur National Geographic.

## Fiche technique
Sauf indication contraire, les informations mentionnées dans cette section peuvent être confirmées par la base de données cinématographiques IMDb,  présente dans la section « Liens externes ».
- Titre original : Sally
- Réalisation : Cristina Costantini
- Scénario : Cristina Costantini
- Photographie :
- Montage :
- Musique :
- Production : Cristina Costantini
- Sociétés de production :
- Pays de production : États-Unis
- Langue originale : anglais
- Format : couleur
- Genre : documentaire
- Durée :
- Dates de sortie[1] :
  - États-Unis : 28 janvier 2025 (festival du film de Sundance)

## Distribution
Sauf indication contraire, les informations mentionnées dans cette section peuvent être confirmées par la base de données cinématographiques IMDb,  présente dans la section « Liens externes ».
- Sally Ride : première femme américaine dans l’espace (images d'archives - voix)
- Tam O'Shaughnessy : Life Partner
- Molly Tyson : Former Girlfriend
- Lynn Sherr : journaliste
- Kathryn D. Sullivan : astronaute, classe 1978
- Anna Fisher : astronaute, classe 1978
- John Fabian : astronaute, classe 1978
- Steve Hawley : astronaute, classe 1978
- Joyce Ride : la mère de Sally
- Bear Ride : la sœur de Sally
- Mike Mullane : astronaute, classe 1978
- Margaret Weitekamp : National Air and Space Museum
- Billie Jean King : Tennis Champion
- Judith A. Resnik : astronaute, classe 1978 (images d'archives)
- Rhea Seddon : astronaute, classe 1978 (images d'archives)
- Robert L. Crippen : astronaute, classe 1969
- Christopher Kraft : directeur, Johnson Space Center (images d'archives)
- Lawrence Mulloy : NASA Official (images d'archives)
- Jerrie Cobb : aviateur (images d'archives)
- Mike Wallace : CBS News Correspondent (images d'archives)
- Varda Appleton : Elder Sally
- Ava Madison Gray : Tennis Girl
- Carolyn Grundman : Tam O'Shaughnessy
- Lindsey Lamer : Young Sally
- Diana Peremoga : Younger Sally

## Récompenses et distinctions
Sauf indication contraire, les informations mentionnées dans cette section peuvent être confirmées par la base de données cinématographiques IMDb,  présente dans la section « Liens externes ».
- (en) Sally: Awards, sur l'Internet Movie Database

## Production
En février 2024, il est annoncé que Cristina Costantini réaliserait un documentaire consacré à Sally Ride pour National Geographic Documentary Films, produit par Story Syndicate.

## Sortie
Le film est présenté en première mondiale au Festival du film de Sundance le 28 janvier 2025. Il est également projeté au True/False Film Festival le 28 février 2025, et à South by Southwest le 7 mars 2025,. Il est diffusé sur National Geographic le 16 juin 2025 et est sorti sur Disney+ et Hulu le 17 juin.

## Réception
Elizabeth Weitzman de TheWrap a écrit : « Sally rend justice à une astronaute extraordinaire et à une icône malgré elle, quelqu'un qui a brisé de nombreuses barrières et qui mérite d'être célébrée et reconnue pour ce qu'elle était à tous égards. Elle répète aussi, hélas, l'erreur si souvent commise par les médias de son époque, en privilégiant les hypothèses et les points de vue des autres au détriment des siens. ».
Caryn James du Hollywood Reporter a écrit : « Dans le documentaire richement détaillé Sally, Cristina Costantini révèle les aspects personnels et professionnels de la vie de Ride, montrant comment ils étaient étroitement liés. Avec O'Shaughnessy comme narrateur principal, le documentaire comprend des entretiens révélateurs avec des membres de la famille et d'anciens astronautes, ainsi que des vidéos d'archives de Ride elle-même, pour créer un portrait engageant et socialement pertinent d'une héroïne américaine et de sa culture. ».

## Pertinence
Après l'annulation par le président américain Donald Trump de tous les programmes de diversité, d'équité et d'inclusion (DEI), un programme moderne d'action positive visant à attirer les électeurs libéraux et destiné à aider à surmonter les préjugés contre les personnes LGBTQ, les femmes et les personnes de couleur de peau plus foncée, la réalisatrice Cristina Costantini a déclaré que « Nous avons fait ce film sans penser qu'il serait particulièrement controversé ; nous n'avions aucune idée qu'il serait aussi pertinent ». Constantini a également déclaré, se référant au mariage de Ride : « Les gens n'aimaient pas les femmes dans l'espace, et ils n'aimaient surtout pas les femmes célibataires dans l'espace. ».